# الحرس الأحمر (روسيا)

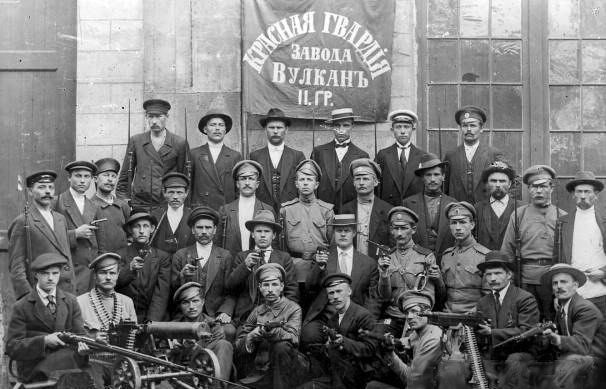
وحدة الحرس الأحمر في مصنع فولكان عام 1917م.

الحرس الأحمر ( الروسية: Красная гвардия ) كانت تشكيلات تطوعية شِبه عسكرية لحماية سُلطة المجالس (السوفيت) ، كجزء من المنظمات العسكرية البلشفية. تألف الحرس الأحمر بشكل أساسي من عمال المدن والفلاحين ، القوزاق وجزئيًا من الجنود والبحارة. كان الحرس الأحمر قوة عسكرية انتقالية للجيش الإمبراطوري الروسي المنهار والتشكيلات الأساسية للبلاشفة خلال ثورة أكتوبر والأشهر الأولى من الحرب الأهلية الروسية. تم تشكيل معظمهم في الإطار الزمني للثورة الروسية عام 1917م، وأعيد تنظيم بعض الوحدات في الجيش الأحمر خلال عام 1918م. تم تنظيم تشكيلات الحرس الأحمر في معظم أنحاء الإمبراطورية الروسية السابقة، بما في ذلك الأراضي خارج الاتحاد الروسي المعاصر مثل فنلندا وبولندا وإستونيا وأوكرانيا وغيرها. لم تكن مركزية وتم تشكيلها بقرار من حزب سياسي محلي وأعضاء السوفيت المحليين. من خلال القتال لحماية وتوسيع سلطة المجالس (السوفيتات)، ساعدوا في إنشاء دولة جديدة من شأنها أن تمنح «كل السلطة للسوفييت»: الاتحاد السوفيتي.

## ملخص
شكّل الحرس الأحمر من غالبية سكان المدن، وكانوا القوة الضاربة الرئيسية للعديد من الفصائل السياسية الاشتراكية ذات التوجه الراديكالي. أُنشئت وحدات الحرس الأحمر في مارس/آذار 1917م في شركات التصنيع من قِبل لجان المصانع وبعض الخلايا الحزبية ذات التوجه الشيوعي ( البلاشفة ، الاشتراكيون الثوريون اليساريون ، وغيرهم). استندت تشكيلات الحرس الأحمر إلى قوات العمال الضاربة في الثورة الروسية عام 1905م. وقد قدّم لينين التقييم التالي لهذه الظاهرة:
لا يكمن العيب في «الدوافع الجديدة»، يا مانيلوف المحترم، بل في القوة العسكرية، القوة العسكرية للشعب الثوري (وليس الشعب عمومًا) المتمثلة في: ١) البروليتاريا والفلاحين المسلحين، ٢) التشكيلات الأمامية المنظمة من ممثلي تلك الطبقات، ٣) التشكيلات العسكرية المستعدة للانحياز إلى الشعب. في المجمل، هذا جيش ثوري.

تم إنشاء عدد من التشكيلات العسكرية الأخرى خلال ثورة فبراير ، مثل «الميليشيا الشعبية» ، التي أنشأتها الحكومة الروسية المؤقتة ، و«فرق الدفاع عن النفس» ، و«لجان الأمن العام» ، «فرق العمال» تم توحيدها تدريجيا في الحرس الأحمر.

## التشكيل
في 26 مارس 1917م، أصدر مكتب اللجنة المركزية للحزب الاشتراكي الديمقراطي الروسي (ب) قرارًا بعنوان «حول الحكومة المؤقتة». ومنذ ذلك الحين، انتشر مصطلح «الحرس الأحمر» على نطاق واسع. وتم إنشاء أكبر تشكيلات الحرس الأحمر المركزية في بتروچراد وموسكو . وسرعان ما جرت سلسلة من المحاولات لإضفاء الشرعية على تلك التشكيلات. وفي 14 أبريل 1917م، اعتمدت لجنة موسكو لحزب العمال الاشتراكي الديمقراطي الروسي ( البلاشفة ) (RSDLP(b)) قرارًا بإنشاء الحرس الأحمر. وفي 17 أبريل في بتروچراد، أنشأ مجلس ممثلي فرق العمال لجنة لتشكيل حرس العمال، وفي 29 أبريل، نُشرت مسودة نظامها الأساسي في صحيفة برافدا. وفي 28 أبريل، أعلن مجلس مقاطعة فيبورچ في بتروچراد تحويل فرق العمال وميليشيات المصانع إلى فرق الحرس الأحمر. في 17 مايو، أنشأ مجلس سامارا لممثلي العمال (النواب) لجنةً لإنشاء فرق الحرس الأحمر. وكان للجان المصانع دورٌ كبيرٌ في إنشاء فرق الحرس الأحمر. قبل أبريل 1917م، أنشأت سبع عشرة مدينة روسية فرقًا للحرس الأحمر، والتي ازداد عددها بحلول يونيو إلى 24 فرقة.
كان الحرس الأحمر أساس تشكيل الجيش الأحمر. لذلك، يُستخدم المصطلح غالبًا كمجرد اسم إنجليزي آخر للجيش الأحمر، في إشارة إلى فترة الثورة الروسية والحرب الأهلية الروسية.
في بتروچراد ، كان قائد الحرس الأحمر (30 ألف فرد) قسطنطين يورينيف. في زمن ثورة أكتوبر ، بلغ عدد أفراد الحرس الأحمر الروسي 200 ألف فرد. بعد الثورة، تولى الحرس الأحمر بعض مهام الجيش النظامي، وذلك منذ أن بدأت الحكومة السوفيتية الجديدة تسريح الجيش الروسي القديم وحتى تأسيس الجيش الأحمر في يناير 1918م.

## التنظيم
خلال الثورة، تم تنظيم تدريب الحرس الأحمر من قِبل المنظمة العسكرية للحزب الاشتراكي الديمقراطي الروسي ( المنظمات العسكرية البلشفية ).
كان التجنيد طوعيًا، ولكنه تطلب توصيات من المجالس (السوفيت) أو وحدات الحزب البلشفي أو غيرها من المنظمات العامة. وكثيرًا ما كان التدريب العسكري للعمال يُجرى دون انقطاع عن العمل في المصانع. وكانت هناك أفواج من المشاة والفرسان. وفي أماكن مختلفة، كان التنظيم غير موحد من حيث التبعية وعدد الأفراد ودرجة التدريب العسكري. وكثيرًا ما وُصفت هذه الحالة بأنها «نصف حزبية». ورغم نجاحها في النزاعات المحلية (مثلًا، مع الأتامان ألكسندر دوتوف في مقاطعة أورينبورچ )، إلا أن هذا التنظيم غير المتماسك كان غير فعال في مواجهة قوات الجيش الأبيض المُنظمة الأكبر حجمًا. لذلك، عندما صدر مرسوم إنشاء الجيش الأحمر، أصبح الحرس الأحمر احتياطيًا للجيش وقاعدة لتشكيل مفارز عسكرية نظامية.